# Nicrophorus kieticus
Nicrophorus kieticus är en skalbaggsart som beskrevs av Maciej Mroczkowski 1959. Nicrophorus kieticus ingår i släktet Nicrophorus och familjen asbaggar. Inga underarter finns listade i Catalogue of Life.